# لايدي سميث (كولومبيا البريطانية)
لايدي سميث (بالإنجليزية: Ladysmith)‏ هي مدينة كندية تقع في مقاطعة كولومبيا البريطانية. تبلغ مساحة هذه المدينة 12.1827 (كم²)، ويبلغ عدد سكانها 7538 نسمة حسب إحصاء سنة 2006 م، بينما كان يسكنها 6811 نسمة في سنة 2001 م. تحتل هذه المدينة المرتبة رقم 482 بين مدن كندا حسب عدد السكان والمرتبة رقم 67 في المقاطعة. نما عدد السكان في هذه المدينة بنسبة (10.7) بين العامين المذكورين.

## أعلام
- تومي كلير
- باميلا أندرسون

## وصلات خارجية
- الأطلس الحكومي لكندا
- إحصاءات كندا مع ساعة تعداد السكان